# 유리 겔러
유리 겔러(히브리어: אורי גלר 우리 겔레르, 영어: Uri Geller, 1946년 12월 20일 ~ )는 이스라엘의 마술사이다. 숟가락 구부리기 등의 묘기 또는 다른 물리적인 현상을 초능력이라고 주장하면서 주목을 받아 40년 동안 전세계의 텔레비전 프로그램에 출연하였다.

## 유년 시절
이스라엘의 텔아비브에서 헝가리계 유대인 부모 사이에 태어난 유리 겔러는 어렸을 때 퇴역 군인이었던 아버지 이자크 겔러와 어머니 만지 프로이트 아래에서 자랐다. 외가 중에 지그문트 프로이트와 먼 친척이라고 주장하고 있으나 이는 확실하지는 않다. 11살이 되던 1957년, 부모의 이혼으로 유리 겔러는 키프로스의 수도인 니코시아로 이사했고, 그곳의 기독교 고등학교를 졸업했다. 18살이 되던 해, 이스라엘군 낙하산 부대에 입대했으며 1967년 6일 전쟁 중 부상을 당해 전역한 이후, 1968년과 1969년에 모델 사진작가로 활동하다가 그 시기에 이스라엘의 유명한 나이트클럽에서 관중에게 묘기를 보여주는 등의 경력을 거쳤다.
이스라엘의 극장이나 문화회관, 군부대 등지에서 정식 공연을 시작한 유리 겔러는 1970년대 미국과 유럽에 알려지기 시작했다. 그는 초능력 이론에 관한 증명에 관심을 보인 과학 단체로부터 집중적인 조명을 받아왔으며, 1970년대에 그의 경력은 정점을 이루었다.

## 경력
TV 프로그램에서 그가 주장한 염력이나 다우징, 텔레파시를 직접 보여주며 시청자의 관심을 끌었다. 그의 묘기는 숟가락 구부리기나 숨겨진 그림 그리기, 시간을 조작하는 시계와 같은 것을 포함한다. 이때마다 유리 겔러는 이 모든 능력이 그의 마음의 힘과 깊이에 따라 이루어진다고 말했다. 1984년 한국에 방문한 유리 겔러는 1984년 9월 23일 저녁시간 KBS에서 생방송된 <세기의 경이 초능력 유리겔라쇼>에 출연하여 숟가락 구부리기, 씨앗 틔우기, 고장난 시계 고치기, 손가락으로 사람 들어올리기 등 초능력이라 주장하는 쇼를 선보여 화제가 된 바 있다.
그러나 모든것은 제임스 랜디라는 마술사에 의해 마술임이 밝혀졌다. 이후 그는 제임스 랜디와의 소송에서 자칭 초능력이라 하는 염력을 시연하지 못함에 따라 오히려 12만달러의 배상금을 물게 되었으며, 패소 후 자신이 자칭했던 모든 초능력들은 전부 마술 트릭의 일종이라고 직접 시연하였다. 지금 그는 마술사로 활동 중이다.

## 신비한TV 서프라이즈의 사연
MBC TV의 교양 프로그램인 신비한TV 서프라이즈에서도 유리 겔러의 사기극과 관련된 내용이 소개된 발자취 역시 있다. 또한, 사기 내용을 봐도 제임스 랜디와 관련이 있다.

## 공식 홈페이지
- (영어) 공식 홈페이지